# Elezioni comunali in Campania del 2013
Le elezioni comunali in Campania del 2013 si tennero il 26 e 27 maggio, con ballottaggio il 9 e 10 giugno.

## Napoli

### Afragola
| Candidati                       | Candidati                                | Voti                        | %      | Liste                   | Voti   | %      | Seggi |
| ------------------------------- | ---------------------------------------- | --------------------------- | ------ | ----------------------- | ------ | ------ | ----- |
|                                 | Domenico Tuccillo Accede al ballottaggio | 13.470                      | 35,99  | Partito Democratico     | 3.385  | 9,17   | 4     |
| A Viso Aperto la Rinascita      | Domenico Tuccillo Accede al ballottaggio | 13.470                      | 35,99  | 2.328                   | 6,31   | 3      |       |
| Unione di Centro                | Domenico Tuccillo Accede al ballottaggio | 13.470                      | 35,99  | 2.265                   | 6,13   | 3      |       |
| Moderati-Popolari               | Domenico Tuccillo Accede al ballottaggio | 13.470                      | 35,99  | 1.817                   | 4,92   | 2      |       |
| Afragola Democratica            | Domenico Tuccillo Accede al ballottaggio | 13.470                      | 35,99  | 1.295                   | 3,51   | 1      |       |
| Giovani Democratici             | Domenico Tuccillo Accede al ballottaggio | 13.470                      | 35,99  | 855                     | 2,32   | 1      |       |
| Afragola Libera                 | Domenico Tuccillo Accede al ballottaggio | 13.470                      | 35,99  | 844                     | 2,29   | 1      |       |
|                                 | Antonio Pannone Accede al ballottaggio   | 15.564                      | 41,58  | Il Popolo della Libertà | 6.761  | 18,31  | 4     |
| Nuova Città                     | Antonio Pannone Accede al ballottaggio   | 15.564                      | 41,58  | 2.939                   | 7,96   | 1      |       |
| Gioventù Afragolese             | Antonio Pannone Accede al ballottaggio   | 15.564                      | 41,58  | 1.676                   | 4,54   | -      |       |
| Noi Sud                         | Antonio Pannone Accede al ballottaggio   | 15.564                      | 41,58  | 1.449                   | 3,92   | -      |       |
| Democristiani Popolari          | Antonio Pannone Accede al ballottaggio   | 15.564                      | 41,58  | 1.265                   | 3,43   | -      |       |
| Scelta Democratica per Afragola | Antonio Pannone Accede al ballottaggio   | 15.564                      | 41,58  | 956                     | 2,59   | -      |       |
| Cantiere Afragola               | Antonio Pannone Accede al ballottaggio   | 15.564                      | 41,58  | 816                     | 2,21   | -      |       |
| Alleanza per l'Italia           | Antonio Pannone Accede al ballottaggio   | 15.564                      | 41,58  | 464                     | 1,26   | -      |       |
| Seggio al candidato sindaco     | Seggio al candidato sindaco              | Seggio al candidato sindaco | 41,58  | 1                       |        |        |       |
|                                 | Biagio Castaldo                          | 7.388                       | 19,74  | Fratelli d'Italia       | 4.512  | 12,22  | 2     |
| Castaldo Sindaco                | Biagio Castaldo                          | 7.388                       | 19,74  | 1.106                   | 3,00   | -      |       |
| Impegno in Comune               | Biagio Castaldo                          | 7.388                       | 19,74  | 1.083                   | 2,93   | -      |       |
| Grande Afragola                 | Biagio Castaldo                          | 7.388                       | 19,74  | 340                     | 0,92   | -      |       |
| Seggio al candidato sindaco     | Seggio al candidato sindaco              | Seggio al candidato sindaco | 19,74  | 1                       |        |        |       |
|                                 | Tommaso Malerba                          | 1.008                       | 2,69   | Movimento 5 Stelle      | 764    | 2,07   | -     |
| Totale                          | Totale                                   | 36.920                      | 100,00 |                         | 38.321 | 100,00 | 24    |

### Boscoreale
| Candidati                        | Candidati                               | Voti                        | %      | Liste                      | Voti   | %      | Seggi |
| -------------------------------- | --------------------------------------- | --------------------------- | ------ | -------------------------- | ------ | ------ | ----- |
|                                  | Giuseppe Balzano Accede al ballottaggio | 7.191                       | 44,74  | Boscoreale Democratica     | 1.857  | 12,05  | 4     |
| Per la Mia Città                 | Giuseppe Balzano Accede al ballottaggio | 7.191                       | 44,74  | 1.188                      | 7,71   | 2      |       |
| Progetto per Boscoreale          | Giuseppe Balzano Accede al ballottaggio | 7.191                       | 44,74  | 1.014                      | 6,58   | 2      |       |
| Patto per Boscoreale             | Giuseppe Balzano Accede al ballottaggio | 7.191                       | 44,74  | 764                        | 4,96   | 1      |       |
| Uniti per Cambiare               | Giuseppe Balzano Accede al ballottaggio | 7.191                       | 44,74  | 756                        | 4,90   | 1      |       |
| Tutti per Boscoreale             | Giuseppe Balzano Accede al ballottaggio | 7.191                       | 44,74  | 431                        | 2,80   | -      |       |
| Noi Sud                          | Giuseppe Balzano Accede al ballottaggio | 7.191                       | 44,74  | 428                        | 2,78   | -      |       |
| Ripartiamo da Boscoreale         | Giuseppe Balzano Accede al ballottaggio | 7.191                       | 44,74  | 315                        | 2,04   | -      |       |
| Realtà e Progresso               | Giuseppe Balzano Accede al ballottaggio | 7.191                       | 44,74  | 53                         | 0,34   | -      |       |
|                                  | Gennaro Langella Accede al ballottaggio | 5.643                       | 35,11  | Gli Azzurri per le Libertà | 1.397  | 9,06   | 1     |
| Boscoreale nel Cuore             | Gennaro Langella Accede al ballottaggio | 5.643                       | 35,11  | 1.210                      | 7,85   | 1      |       |
| Forza Boscoreale                 | Gennaro Langella Accede al ballottaggio | 5.643                       | 35,11  | 886                        | 5,75   | 1      |       |
| La Voce di Boscoreale            | Gennaro Langella Accede al ballottaggio | 5.643                       | 35,11  | 842                        | 5,46   | -      |       |
| Movimento Italiano Nuovo Respiro | Gennaro Langella Accede al ballottaggio | 5.643                       | 35,11  | 669                        | 4,34   | -      |       |
| Proposta Democratica Popolare    | Gennaro Langella Accede al ballottaggio | 5.643                       | 35,11  | 618                        | 4,01   | -      |       |
| Giovani per Boscoreale           | Gennaro Langella Accede al ballottaggio | 5.643                       | 35,11  | 50                         | 0,32   | -      |       |
| Seggio al candidato sindaco      | Seggio al candidato sindaco             | Seggio al candidato sindaco | 35,11  | 1                          |        |        |       |
|                                  | Carmine Sodano                          | 2.579                       | 16,05  | Movimento Popolare Campano | 1.146  | 7,43   | 1     |
| Il Popolo della Libertà          | Carmine Sodano                          | 2.579                       | 16,05  | 1.062                      | 6,89   | -      |       |
| Identità Boschese                | Carmine Sodano                          | 2.579                       | 16,05  | 288                        | 1,87   | -      |       |
| Uniti per Boscoreale             | Carmine Sodano                          | 2.579                       | 16,05  | 92                         | 0,60   | -      |       |
| Seggio al candidato sindaco      | Seggio al candidato sindaco             | Seggio al candidato sindaco | 16,05  | 1                          |        |        |       |
|                                  | Stefania Spisto                         | 348                         | 2,17   | Sinistra Ecologia Libertà  | 200    | 1,30   | -     |
|                                  | Bruno Gaetano Cammarota                 | 311                         | 1,94   | Agorà                      | 151    | 0,98   | -     |
| Totale                           | Totale                                  | 15.417                      | 100,00 |                            | 16.072 | 100,00 | 16    |

### Brusciano
| Candidati                   | Candidati                              | Voti                        | %      | Liste            | Voti   | %      | Seggi |
| --------------------------- | -------------------------------------- | --------------------------- | ------ | ---------------- | ------ | ------ | ----- |
|                             | Giuseppe Romano Accede al ballottaggio | 6.666                       | 63,14  | Fare Nuovo       | 1.708  | 16,62  | 3     |
| ...Il Risveglio...          | Giuseppe Romano Accede al ballottaggio | 6.666                       | 63,14  | 1.253            | 12,19  | 2      |       |
| Città Democratica           | Giuseppe Romano Accede al ballottaggio | 6.666                       | 63,14  | 1.182            | 11,50  | 2      |       |
| Popolo in Movimento         | Giuseppe Romano Accede al ballottaggio | 6.666                       | 63,14  | 1.047            | 10,19  | 2      |       |
| La Svolta                   | Giuseppe Romano Accede al ballottaggio | 6.666                       | 63,14  | 707              | 6,88   | 1      |       |
| Aria Pulita per Brusciano   | Giuseppe Romano Accede al ballottaggio | 6.666                       | 63,14  | 477              | 4,64   | 1      |       |
| Brusciano Vola Alto         | Giuseppe Romano Accede al ballottaggio | 6.666                       | 63,14  | 353              | 3,43   | -      |       |
|                             | Carmine Guarino                        | 3.370                       | 31,92  | Brusciano Domani | 1.732  | 16,85  | 2     |
| Lista del Cuore             | Carmine Guarino                        | 3.370                       | 31,92  | 693              | 6,74   | 1      |       |
| Brusciano C'è               | Carmine Guarino                        | 3.370                       | 31,92  | 581              | 5,65   | 1      |       |
| Il Campanile                | Carmine Guarino                        | 3.370                       | 31,92  | 149              | 1,45   | -      |       |
| Seggio al candidato sindaco | Seggio al candidato sindaco            | Seggio al candidato sindaco | 31,92  | 1                |        |        |       |
|                             | Domenico Esposito                      | 521                         | 4,94   | Brusciano Futura | 221    | 2,15   | -     |
| Liberi per Brusciano        | Domenico Esposito                      | 521                         | 4,94   | 175              | 1,70   | -      |       |
| Totale                      | Totale                                 | 10.278                      | 100,00 |                  | 10.557 | 100,00 | 16    |

### Castellammare di Stabia
| Candidati                       | Candidati                                 | Voti                        | %      | Liste                             | Voti   | %      | Seggi |
| ------------------------------- | ----------------------------------------- | --------------------------- | ------ | --------------------------------- | ------ | ------ | ----- |
|                                 | Nicola Cuomo Accede al ballottaggio       | 11.777                      | 29,71  | Partito Democratico               | 6.157  | 16,11  | 8     |
| Bene Comune                     | Nicola Cuomo Accede al ballottaggio       | 11.777                      | 29,71  | 1.693                             | 4,43   | 2      |       |
| Sinistra Ecologia Libertà       | Nicola Cuomo Accede al ballottaggio       | 11.777                      | 29,71  | 1.461                             | 3,82   | 2      |       |
| Italia dei Valori               | Nicola Cuomo Accede al ballottaggio       | 11.777                      | 29,71  | 979                               | 2,56   | 1      |       |
| Stabia in Progress              | Nicola Cuomo Accede al ballottaggio       | 11.777                      | 29,71  | 714                               | 1,87   | 1      |       |
| Verdi Ecologisti e Reti Civiche | Nicola Cuomo Accede al ballottaggio       | 11.777                      | 29,71  | 261                               | 0,68   | -      |       |
| Partito Socialista Italiano     | Nicola Cuomo Accede al ballottaggio       | 11.777                      | 29,71  | 169                               | 0,44   | -      |       |
|                                 | Antonio Pentangelo Accede al ballottaggio | 12.420                      | 31,34  | Il Popolo della Libertà           | 3.600  | 9,42   | 2     |
| Per Pentangelo Sindaco          | Antonio Pentangelo Accede al ballottaggio | 12.420                      | 31,34  | 2.129                             | 5,57   | 1      |       |
| Uniti per Stabia                | Antonio Pentangelo Accede al ballottaggio | 12.420                      | 31,34  | 1.875                             | 4,91   | 1      |       |
| Scelta Civica                   | Antonio Pentangelo Accede al ballottaggio | 12.420                      | 31,34  | 1.828                             | 4,78   | 1      |       |
| Castellammare Insieme           | Antonio Pentangelo Accede al ballottaggio | 12.420                      | 31,34  | 1.783                             | 4,67   | -      |       |
| Fratelli d'Italia               | Antonio Pentangelo Accede al ballottaggio | 12.420                      | 31,34  | 1.556                             | 4,07   | -      |       |
| Nuovo PSI-Noi Sud               | Antonio Pentangelo Accede al ballottaggio | 12.420                      | 31,34  | 1.529                             | 4,00   | -      |       |
| Seggio al candidato sindaco     | Seggio al candidato sindaco               | Seggio al candidato sindaco | 31,34  | 1                                 |        |        |       |
|                                 | Salvatore Vitiello                        | 5.548                       | 14,00  | Rinnovamento Democratico Stabiese | 2.012  | 5,27   | 1     |
| Stabia Sì                       | Salvatore Vitiello                        | 5.548                       | 14,00  | 1.804                             | 4,72   | 1      |       |
| Stabia Libera                   | Salvatore Vitiello                        | 5.548                       | 14,00  | 1.650                             | 4,32   | -      |       |
| Salvatore Vitiello Sindaco      | Salvatore Vitiello                        | 5.548                       | 14,00  | 693                               | 1,81   | -      |       |
| Progetto Italia                 | Salvatore Vitiello                        | 5.548                       | 14,00  | 392                               | 1,03   | -      |       |
| Seggio al candidato sindaco     | Seggio al candidato sindaco               | Seggio al candidato sindaco | 14,00  | 1                                 |        |        |       |
|                                 | Luigi Bobbio                              | 3.491                       | 8,81   | Una Nuova Città                   | 1.454  | 3,80   | -     |
|                                 | Eduardo Melisse                           | 1.902                       | 4,80   | Società Civile per Stabiae        | 1.012  | 2,65   | -     |
| Insieme per Cambiare            | Eduardo Melisse                           | 1.902                       | 4,80   | 428                               | 1,12   | -      |       |
| Seggio al candidato sindaco     | Seggio al candidato sindaco               | Seggio al candidato sindaco | 4,80   | 1                                 |        |        |       |
|                                 | Matteo Cosenza                            | 1.886                       | 4,76   | Liberiamo Stabia                  | 1.154  | 3,02   | -     |
|                                 | Vincenzo Amato                            | 1.479                       | 3,73   | Movimento 5 Stelle                | 950    | 2,49   | -     |
|                                 | Pio Donnarumma                            | 1.131                       | 2,85   | Progettostabia                    | 930    | 2,43   | -     |
| Totale                          | Totale                                    | 38.213                      | 100,00 |                                   | 39.634 | 100,00 | 24    |

### Cercola
| Candidati                   | Candidati                               | Voti                        | %      | Liste                    | Voti  | %      | Seggi |
| --------------------------- | --------------------------------------- | --------------------------- | ------ | ------------------------ | ----- | ------ | ----- |
|                             | Vincenzo Fiengo Accede al ballottaggio  | 2.629                       | 27,55  | Movimento Democratico    | 960   | 10,58  | 4     |
| Centro Democratico          | Vincenzo Fiengo Accede al ballottaggio  | 2.629                       | 27,55  | 740                      | 8,15  | 3      |       |
| Partito Socialista Italiano | Vincenzo Fiengo Accede al ballottaggio  | 2.629                       | 27,55  | 511                      | 5,63  | 2      |       |
| Sinistra Ecologia Libertà   | Vincenzo Fiengo Accede al ballottaggio  | 2.629                       | 27,55  | 389                      | 4,29  | 1      |       |
| Federazione dei Verdi       | Vincenzo Fiengo Accede al ballottaggio  | 2.629                       | 27,55  | 165                      | 1,82  | -      |       |
|                             | Salvatore Grillo Accede al ballottaggio | 2.170                       | 22,74  | Partito Democratico      | 1.544 | 17,01  | 1     |
| Città Solidale              | Salvatore Grillo Accede al ballottaggio | 2.170                       | 22,74  | 427                      | 4,71  | -      |       |
| Seggio al candidato sindaco | Seggio al candidato sindaco             | Seggio al candidato sindaco | 22,74  | 1                        |       |        |       |
|                             | Giorgio Esposito                        | 2.164                       | 22,68  | Il Popolo della Libertà  | 1.105 | 12,18  | 2     |
| Fratelli d'Italia           | Giorgio Esposito                        | 2.164                       | 22,68  | 401                      | 4,42  | -      |       |
| La Mia Città                | Giorgio Esposito                        | 2.164                       | 22,68  | 339                      | 3,74  | -      |       |
| Nuovo PSI                   | Giorgio Esposito                        | 2.164                       | 22,68  | 174                      | 1,92  | -      |       |
| Unione di Centro            | Giorgio Esposito                        | 2.164                       | 22,68  | 59                       | 0,65  | -      |       |
| Seggio al candidato sindaco | Seggio al candidato sindaco             | Seggio al candidato sindaco | 22,68  | 1                        |       |        |       |
|                             | Salvatore Calvanese                     | 822                         | 8,62   | Progetto Cercola         | 654   | 7,21   | -     |
| Partito Italia Nuova        | Salvatore Calvanese                     | 822                         | 8,62   | 53                       | 0,58  | -      |       |
| Seggio al candidato sindaco | Seggio al candidato sindaco             | Seggio al candidato sindaco | 8,62   | 1                        |       |        |       |
|                             | Achille De Simone                       | 665                         | 6,97   | Noi Popolo del Sud       | 581   | 6,40   | -     |
|                             | Luigi Giliberti                         | '566                        | 5,93   | Impegno e Partecipazione | 509   | 5,61   | -     |
|                             | Angelo Visone                           | 525                         | 5,50   | Movimento 5 Stelle       | 464   | 5,11   | -     |
| Totale                      | Totale                                  | 9.075                       | 100,00 |                          | 9.541 | 100,00 | 16    |

### Forio
| Candidati                   | Candidati                    | Voti                        | %      | Liste                                         | Voti  | %      | Seggi |
| --------------------------- | ---------------------------- | --------------------------- | ------ | --------------------------------------------- | ----- | ------ | ----- |
|                             | Francesco Del Deo ✔️ Sindaco | 6.499                       | 73,74  | Patto per Forio                               | 1.719 | 20,04  | 3     |
| Gente Comune                | Francesco Del Deo ✔️ Sindaco | 6.499                       | 73,74  | 1.151                                         | 13,42 | 2      |       |
| Libera Generazione Futura   | Francesco Del Deo ✔️ Sindaco | 6.499                       | 73,74  | 1.145                                         | 13,35 | 2      |       |
| Amore per Forio             | Francesco Del Deo ✔️ Sindaco | 6.499                       | 73,74  | 1.090                                         | 12,71 | 2      |       |
| Rinascita Culturale         | Francesco Del Deo ✔️ Sindaco | 6.499                       | 73,74  | 928                                           | 10,82 | 2      |       |
| Vito Manzi                  | Francesco Del Deo ✔️ Sindaco | 6.499                       | 73,74  | 653                                           | 7,61  | 1      |       |
| Uniti per i Giovani         | Francesco Del Deo ✔️ Sindaco | 6.499                       | 73,74  | 466                                           | 5,43  | 1      |       |
|                             | Vito Iacono                  | 1.178                       | 13,37  | Il Volo                                       | 834   | 9,72   | -     |
| Seggio al candidato sindaco | Seggio al candidato sindaco  | Seggio al candidato sindaco | 13,37  | 1                                             |       |        |       |
|                             | Domenico Savio               | 1.136                       | 12,89  | Partito Comunista Italiano Marxista-Leninista | 591   | 6,89   | -     |
| Seggio al candidato sindaco | Seggio al candidato sindaco  | Seggio al candidato sindaco | 12,89  | 1                                             |       |        |       |
| Totale                      | Totale                       | 8.577                       | 100,00 |                                               | 8.813 | 100,00 | 16    |

### Grumo Nevano
| Candidati                   | Candidati                     | Voti                        | %     | Liste                      | Voti   | %     | Seggi |
| --------------------------- | ----------------------------- | --------------------------- | ----- | -------------------------- | ------ | ----- | ----- |
|                             | Vincenzo Brasiello ✔️ Sindaco | 6.282                       | 57,71 | Cittadinanzattiva          | 1.161  | 10,92 | 2     |
| Partito Democratico         | Vincenzo Brasiello ✔️ Sindaco | 6.282                       | 57,71 | 1.138                      | 10,70  | 2     |       |
| Progetto Comune             | Vincenzo Brasiello ✔️ Sindaco | 6.282                       | 57,71 | 1.117                      | 10,51  | 2     |       |
| Coscienza Civica            | Vincenzo Brasiello ✔️ Sindaco | 6.282                       | 57,71 | 848                        | 7,98   | 2     |       |
| Associazioni in Movimento   | Vincenzo Brasiello ✔️ Sindaco | 6.282                       | 57,71 | 812                        | 7,64   | 1     |       |
| Cattolici Democratici       | Vincenzo Brasiello ✔️ Sindaco | 6.282                       | 57,71 | 671                        | 6,31   | 1     |       |
| Nuova Generazione Grumese   | Vincenzo Brasiello ✔️ Sindaco | 6.282                       | 57,71 | 353                        | 3,32   | -     |       |
|                             | Angelo Di Lorenzo             | 3.952                       | 36,31 | Movimento Popolare Grumese | 1.271  | 11,96 | 2     |
| Moderati                    | Angelo Di Lorenzo             | 3.952                       | 36,31 | 1.250                      | 11,76  | 1     |       |
| Idea Civica                 | Angelo Di Lorenzo             | 3.952                       | 36,31 | 784                        | 7,37   | 1     |       |
| Agorà                       | Angelo Di Lorenzo             | 3.952                       | 36,31 | 663                        | 6,24   | 1     |       |
| Il Campanile                | Angelo Di Lorenzo             | 3.952                       | 36,31 | 138                        | 1,30   | -     |       |
| Grumo Solidale              | Angelo Di Lorenzo             | 3.952                       | 36,31 | 12                         | 0,11   | -     |       |
| Seggio al candidato sindaco | Seggio al candidato sindaco   | Seggio al candidato sindaco | 36,31 | 1                          |        |       |       |
|                             | Francesco Di Serio            | 651                         | 5,98  | Movimento 5 Stelle         | 413    | 3,88  | -     |
| Totale                      | Totale                        | 10.631                      | 100   |                            | 10.885 | 100   | 16    |

### Marano di Napoli
| Candidati                      | Candidati                              | Voti                        | %      | Liste                   | Voti   | %      | Seggi |
| ------------------------------ | -------------------------------------- | --------------------------- | ------ | ----------------------- | ------ | ------ | ----- |
|                                | Angelo Liccardo Accede al ballottaggio | 13.815                      | 49,67  | Il Popolo della Libertà | 4.757  | 18,06  | 6     |
| Piazza Pulita                  | Angelo Liccardo Accede al ballottaggio | 13.815                      | 49,67  | 2.926                   | 11,11  | 3      |       |
| Liccardo Sindaco               | Angelo Liccardo Accede al ballottaggio | 13.815                      | 49,67  | 2.403                   | 9,12   | 3      |       |
| Fratelli d'Italia              | Angelo Liccardo Accede al ballottaggio | 13.815                      | 49,67  | 1.499                   | 5,69   | 1      |       |
| Marano al Centro               | Angelo Liccardo Accede al ballottaggio | 13.815                      | 49,67  | 1.395                   | 5,30   | 1      |       |
| Il Campanile                   | Angelo Liccardo Accede al ballottaggio | 13.815                      | 49,67  | 1.292                   | 4,91   | 1      |       |
| Alleanza per Marano            | Angelo Liccardo Accede al ballottaggio | 13.815                      | 49,67  | 141                     | 0,54   | -      |       |
| Pensionati d'Europa            | Angelo Liccardo Accede al ballottaggio | 13.815                      | 49,67  | 51                      | 0,19   | -      |       |
|                                | Mauro Bertini Accede al ballottaggio   | 7.798                       | 28,04  | L'Altra Marano          | 2.412  | 9,16   | 2     |
| Città in Movimento             | Mauro Bertini Accede al ballottaggio   | 7.798                       | 28,04  | 1.410                   | 5,35   | 1      |       |
| Rifondazione Comunista         | Mauro Bertini Accede al ballottaggio   | 7.798                       | 28,04  | 1.168                   | 4,43   | -      |       |
| Officina                       | Mauro Bertini Accede al ballottaggio   | 7.798                       | 28,04  | 468                     | 1,78   | -      |       |
| Seggio al candidato sindaco    | Seggio al candidato sindaco            | Seggio al candidato sindaco | 28,04  | 1                       |        |        |       |
|                                | Michele Palladino                      | 6.198                       | 22,29  | Partito Democratico     | 2.876  | 10,92  | 2     |
| Uniti per Vincere e Migliorare | Michele Palladino                      | 6.198                       | 22,29  | 1.097                   | 4,16   | 1      |       |
| Italia dei Valori              | Michele Palladino                      | 6.198                       | 22,29  | 1.074                   | 4,08   | 1      |       |
| Centro Democratico             | Michele Palladino                      | 6.198                       | 22,29  | 689                     | 2,62   | -      |       |
| Sinistra Ecologia Libertà      | Michele Palladino                      | 6.198                       | 22,29  | 682                     | 2,59   | -      |       |
| Seggio al candidato sindaco    | Seggio al candidato sindaco            | Seggio al candidato sindaco | 22,29  | 1                       |        |        |       |
| Totale                         | Totale                                 | 26.340                      | 100,00 |                         | 27.811 | 100,00 | 24    |

### Melito di Napoli
| Candidati                          | Candidati                                   | Voti                        | %     | Liste                     | Voti   | %     | Seggi |
| ---------------------------------- | ------------------------------------------- | --------------------------- | ----- | ------------------------- | ------ | ----- | ----- |
|                                    | Venanzio Carpentieri Accede al ballottaggio | 8.998                       | 47,21 | Partito Democratico       | 3.930  | 21,44 | 8     |
| Per Melito Carpentieri Sindaco     | Venanzio Carpentieri Accede al ballottaggio | 8.998                       | 47,21 | 1.204                     | 6,57   | 2     |       |
| Melito Adesso!                     | Venanzio Carpentieri Accede al ballottaggio | 8.998                       | 47,21 | 1.045                     | 5,70   | 2     |       |
| Moderati                           | Venanzio Carpentieri Accede al ballottaggio | 8.998                       | 47,21 | 970                       | 5,29   | 1     |       |
| Federazione dei Cristiano Popolari | Venanzio Carpentieri Accede al ballottaggio | 8.998                       | 47,21 | 657                       | 3,58   | 1     |       |
| Unione di Centro                   | Venanzio Carpentieri Accede al ballottaggio | 8.998                       | 47,21 | 577                       | 3,15   | 1     |       |
|                                    | Antonio Amente Accede al ballottaggio       | 9.214                       | 48,34 | Il Popolo della Libertà   | 3.073  | 16,77 | 3     |
| Melito nel Cuore                   | Antonio Amente Accede al ballottaggio       | 9.214                       | 48,34 | 1.821                     | 9,94   | 2     |       |
| Nuova Intesa Popolare              | Antonio Amente Accede al ballottaggio       | 9.214                       | 48,34 | 1.523                     | 8,31   | 1     |       |
| Fratelli d'Italia                  | Antonio Amente Accede al ballottaggio       | 9.214                       | 48,34 | 1.072                     | 5,87   | 1     |       |
| Movimento Popolare Campano         | Antonio Amente Accede al ballottaggio       | 9.214                       | 48,34 | 888                       | 4,85   | 1     |       |
| Giovane Melito                     | Antonio Amente Accede al ballottaggio       | 9.214                       | 48,34 | 822                       | 4,49   | -     |       |
| Moderati in Rivoluzione            | Antonio Amente Accede al ballottaggio       | 9.214                       | 48,34 | 102                       | 0,56   | -     |       |
| Seggio al candidato sindaco        | Seggio al candidato sindaco                 | Seggio al candidato sindaco | 48,34 | 1                         |        |       |       |
|                                    | Lucrezia D'Onofrio                          | 462                         | 2,42  | Movimento 5 Stelle        | 311    | 1,70  | -     |
|                                    | Carmine Russo                               | 386                         | 2,03  | Sinistra Ecologia Libertà | 197    | 1,07  | -     |
| Rifondazione Comunista             | Carmine Russo                               | 386                         | 2,03  | 135                       | 0,74   | -     |       |
| Totale                             | Totale                                      | 18.327                      | 100   |                           | 19.060 | 100   | 16    |

### Ottaviano
| Candidati                                   | Candidati                   | Voti                        | %     | Liste                      | Voti   | %     | Seggi |
| ------------------------------------------- | --------------------------- | --------------------------- | ----- | -------------------------- | ------ | ----- | ----- |
|                                             | Luca Capasso ✔️ Sindaco     | 8.813                       | 58,66 | Il Popolo della Libertà    | 2.034  | 14,17 | 3     |
| Unione di Centro                            | Luca Capasso ✔️ Sindaco     | 8.813                       | 58,66 | 1.414                      | 9,85   | 2     |       |
| Rinnovamento Ottavianese                    | Luca Capasso ✔️ Sindaco     | 8.813                       | 58,66 | 1.394                      | 9,71   | 2     |       |
| Lista Stella                                | Luca Capasso ✔️ Sindaco     | 8.813                       | 58,66 | 1.201                      | 8,37   | 1     |       |
| Noi Sud                                     | Luca Capasso ✔️ Sindaco     | 8.813                       | 58,66 | 1.182                      | 8,23   | 1     |       |
| Ottaviano Futuro                            | Luca Capasso ✔️ Sindaco     | 8.813                       | 58,66 | 1.156                      | 8,05   | 1     |       |
| Alleanza per Ottaviano                      | Luca Capasso ✔️ Sindaco     | 8.813                       | 58,66 | 1.136                      | 7,91   | 1     |       |
|                                             | Andrea Nocerino             | 5.044                       | 33,58 | Ottaviano Bene Comune      | 993    | 6,92  | 1     |
| Libertà Democrazia Progresso                | Andrea Nocerino             | 5.044                       | 33,58 | 871                        | 6,07   | 1     |       |
| Famiglia Tradizione Solidarietà             | Andrea Nocerino             | 5.044                       | 33,58 | 738                        | 5,14   | 1     |       |
| La Ginestra                                 | Andrea Nocerino             | 5.044                       | 33,58 | 705                        | 4,91   | 1     |       |
| Noi per Ottaviano                           | Andrea Nocerino             | 5.044                       | 33,58 | 413                        | 2,88   | -     |       |
| La Voce dei Cittadini                       | Andrea Nocerino             | 5.044                       | 33,58 | 317                        | 2,21   | -     |       |
| Seggio al candidato sindaco                 | Seggio al candidato sindaco | Seggio al candidato sindaco | 33,58 | 1                          |        |       |       |
|                                             | Crescenzo Guastaferro       | 701                         | 4,67  | Partito del Popolo Campano | 271    | 1,89  | -     |
| Movimento Cittadino Riprendiamoci Ottaviano | Crescenzo Guastaferro       | 701                         | 4,67  | 231                        | 1,61   | -     |       |
|                                             | Gennaro Barbato             | 466                         | 3,10  | Città Metropolitana        | 299    | 2,08  | -     |
| Totale                                      | Totale                      | 14.355                      | 100   |                            | 15.023 | 100   | 16    |

### Portici
| Candidati                      | Candidati                              | Voti                        | %     | Liste                            | Voti   | %     | Seggi |
| ------------------------------ | -------------------------------------- | --------------------------- | ----- | -------------------------------- | ------ | ----- | ----- |
|                                | Nicola Marrone Accede al ballottaggio  | 13.243                      | 41,07 | Rinnovamento Democratico Adesso! | 2.390  | 7,67  | 3     |
| Cittadini in Comune            | Nicola Marrone Accede al ballottaggio  | 13.243                      | 41,07 | 1.733                            | 5,56   | 2     |       |
| Unione di Centro               | Nicola Marrone Accede al ballottaggio  | 13.243                      | 41,07 | 1.675                            | 5,38   | 2     |       |
| Go! Giovani Organizzati        | Nicola Marrone Accede al ballottaggio  | 13.243                      | 41,07 | 1.591                            | 5,11   | 2     |       |
| Noi per Portici                | Nicola Marrone Accede al ballottaggio  | 13.243                      | 41,07 | 1.433                            | 4,60   | 2     |       |
| Sinistra Ecologia Libertà      | Nicola Marrone Accede al ballottaggio  | 13.243                      | 41,07 | 1.417                            | 4,55   | 2     |       |
| Federazione dei Verdi          | Nicola Marrone Accede al ballottaggio  | 13.243                      | 41,07 | 1.109                            | 3,56   | 1     |       |
| Partito Socialista Italiano    | Nicola Marrone Accede al ballottaggio  | 13.243                      | 41,07 | 1.080                            | 3,47   | 1     |       |
| Italia dei Valori              | Nicola Marrone Accede al ballottaggio  | 13.243                      | 41,07 | 111                              | 0,36   | -     |       |
|                                | Giovanni Iacone Accede al ballottaggio | 13.154                      | 40,79 | Partito Democratico              | 6.908  | 22,17 | 5     |
| Il Cittadino                   | Giovanni Iacone Accede al ballottaggio | 13.154                      | 40,79 | 1.869                            | 6,00   | 1     |       |
| Socialisti e Democratici       | Giovanni Iacone Accede al ballottaggio | 13.154                      | 40,79 | 1.710                            | 5,49   | 1     |       |
| Moderati                       | Giovanni Iacone Accede al ballottaggio | 13.154                      | 40,79 | 1.303                            | 4,18   | -     |       |
| Comunisti Italiani             | Giovanni Iacone Accede al ballottaggio | 13.154                      | 40,79 | 818                              | 2,63   | -     |       |
| Fare per Portici               | Giovanni Iacone Accede al ballottaggio | 13.154                      | 40,79 | 660                              | 2,12   | -     |       |
| Movimento Democratici Popolari | Giovanni Iacone Accede al ballottaggio | 13.154                      | 40,79 | 384                              | 1,23   | -     |       |
| Nord Napoli Sud                | Giovanni Iacone Accede al ballottaggio | 13.154                      | 40,79 | 110                              | 0,35   | -     |       |
| Seggio al candidato sindaco    | Seggio al candidato sindaco            | Seggio al candidato sindaco | 40,79 | 1                                |        |       |       |
|                                | Vincenzo Ciotola                       | 2.702                       | 8,38  | Il Popolo della Libertà          | 1.904  | 6,11  | -     |
| Fratelli d'Italia              | Vincenzo Ciotola                       | 2.702                       | 8,38  | 390                              | 1,25   | -     |       |
| Portici...ma con Ciotola       | Vincenzo Ciotola                       | 2.702                       | 8,38  | 177                              | 0,57   | -     |       |
| Seggio al candidato sindaco    | Seggio al candidato sindaco            | Seggio al candidato sindaco | 8,38  | 1                                |        |       |       |
|                                | Giovanni Erra                          | 2.190                       | 6,79  | Movimento 5 Stelle               | 1.605  | 5,15  | -     |
|                                | Luciano Marotta                        | 958                         | 2,97  | Alleanza per la Nazione          | 433    | 1,39  | -     |
| Con Marotta Sindaco            | Luciano Marotta                        | 958                         | 2,97  | 230                              | 0,74   | -     |       |
| Portici per Marotta            | Luciano Marotta                        | 958                         | 2,97  | 119                              | 0,38   | -     |       |
| Totale                         | Totale                                 | 31.159                      | 100   |                                  | 32.247 | 100   | 24    |

### Qualiano
| Candidati                       | Candidati                                | Voti                        | %     | Liste                   | Voti   | %     | Seggi |
| ------------------------------- | ---------------------------------------- | --------------------------- | ----- | ----------------------- | ------ | ----- | ----- |
|                                 | Ludovico De Luca Accede al ballottaggio  | 6.871                       | 45,94 | Unione di Centro        | 1.936  | 13,28 | 3     |
| La Rinascita                    | Ludovico De Luca Accede al ballottaggio  | 6.871                       | 45,94 | 1.498                   | 10,28  | 2     |       |
| Partito Democratico             | Ludovico De Luca Accede al ballottaggio  | 6.871                       | 45,94 | 1.279                   | 8,78   | 2     |       |
| Qualiano dei Valori             | Ludovico De Luca Accede al ballottaggio  | 6.871                       | 45,94 | 955                     | 6,55   | 1     |       |
| Qualiano Vive Io la Difendo     | Ludovico De Luca Accede al ballottaggio  | 6.871                       | 45,94 | 831                     | 5,70   | 1     |       |
| Verdi Ecologisti e Reti Civiche | Ludovico De Luca Accede al ballottaggio  | 6.871                       | 45,94 | 652                     | 4,47   | 1     |       |
| Noi Sud                         | Ludovico De Luca Accede al ballottaggio  | 6.871                       | 45,94 | 384                     | 2,63   | -     |       |
| Comitato Uniti per Qualiano     | Ludovico De Luca Accede al ballottaggio  | 6.871                       | 45,94 | 190                     | 1,30   | -     |       |
|                                 | Salvatore Onofaro Accede al ballottaggio | 3.050                       | 20,39 | Il Popolo della Libertà | 1.462  | 10,03 | 1     |
| Futuro e Libertà per l'Italia   | Salvatore Onofaro Accede al ballottaggio | 3.050                       | 20,39 | 1.011                   | 6,94   | -     |       |
| Il Ponte                        | Salvatore Onofaro Accede al ballottaggio | 3.050                       | 20,39 | 106                     | 0,73   | -     |       |
| Qu@liano Giov@ni                | Salvatore Onofaro Accede al ballottaggio | 3.050                       | 20,39 | 69                      | 0,47   | -     |       |
| Seggio al candidato sindaco     | Seggio al candidato sindaco              | Seggio al candidato sindaco | 20,39 | 1                       |        |       |       |
|                                 | Giovanni Palma                           | 2.976                       | 19,90 | Fratelli d'Italia       | 1.092  | 7,49  | 1     |
| Intesa Popolare                 | Giovanni Palma                           | 2.976                       | 19,90 | 963                     | 6,61   | 1     |       |
| Camminiamo Insieme              | Giovanni Palma                           | 2.976                       | 19,90 | 457                     | 3,14   | -     |       |
| Democrazia Popolare             | Giovanni Palma                           | 2.976                       | 19,90 | 181                     | 1,24   | -     |       |
| Cristiani Democratici Italiani  | Giovanni Palma                           | 2.976                       | 19,90 | 88                      | 0,60   | -     |       |
| Seggio al candidato sindaco     | Seggio al candidato sindaco              | Seggio al candidato sindaco | 19,90 | 1                       |        |       |       |
|                                 | Giuseppina Di Domenico                   | 1.303                       | 8,71  | L'Aurora                | 964    | 6,62  | -     |
| Seggio al candidato sindaco     | Seggio al candidato sindaco              | Seggio al candidato sindaco | 8,71  | 1                       |        |       |       |
|                                 | Carmine Sgariglia                        | 758                         | 5,07  | Movimento 5 Stelle      | 455    | 3,12  | -     |
| Totale                          | Totale                                   | 14.574                      | 100   |                         | 14.958 | 100   | 16    |

### Somma Vesuviana
| Candidati                   | Candidati                               | Voti                        | %     | Liste                   | Voti    | %     | Seggi |
| --------------------------- | --------------------------------------- | --------------------------- | ----- | ----------------------- | ------- | ----- | ----- |
|                             | Raffaele Allocca Accede al ballottaggio | 7.880                       | 35,06 | Forza Somma             | 3.815   | 17,51 | 7     |
| Allocca per Somma           | Raffaele Allocca Accede al ballottaggio | 7.880                       | 35,06 | 1.688                   | 7,75    | 3     |       |
| Alleanza per Somma          | Raffaele Allocca Accede al ballottaggio | 7.880                       | 35,06 | 1.481                   | 6,80    | 3     |       |
| Noi Sud                     | Raffaele Allocca Accede al ballottaggio | 7.880                       | 35,06 | 952                     | 4,37    | 1     |       |
| Somma Domani                | Raffaele Allocca Accede al ballottaggio | 7.880                       | 35,06 | 603                     | 2,77    | 1     |       |
| Il Campanile                | Raffaele Allocca Accede al ballottaggio | 7.880                       | 35,06 | 370                     | 1,70    | -     |       |
|                             | Paola Raia Accede al ballottaggio       | 5.520                       | 24,56 | Il Popolo della Libertà | 2.785   | 12,79 | 2     |
| Unione di Centro            | Paola Raia Accede al ballottaggio       | 5.520                       | 24,56 | 2.006                   | 9,21    | 1     |       |
| Progetto Somma              | Paola Raia Accede al ballottaggio       | 5.520                       | 24,56 | 1.116                   | 5,12    | 1     |       |
| Libertà Lavoro              | Paola Raia Accede al ballottaggio       | 5.520                       | 24,56 | 158                     | 0,73    | -     |       |
| Seggio al candidato sindaco | Seggio al candidato sindaco             | Seggio al candidato sindaco | 24,56 | 1                       |         |       |       |
|                             | Giuseppe Auriemma                       | 3.864                       | 17,19 | Partito Democratico     | 2.206   | 10,13 | 1     |
| Centro Democratico          | Giuseppe Auriemma                       | 3.864                       | 17,19 | 612                     | 2,81    | -     |       |
| Somma Attiva                | Giuseppe Auriemma                       | 3.864                       | 17,19 | 405                     | 1,86    | -     |       |
| Seggio al candidato sindaco | Seggio al candidato sindaco             | Seggio al candidato sindaco | 17,19 | 1                       |         |       |       |
|                             | Pasquale Piccolo                        | 3.385                       | 15,06 | L'Aurora                | 1.822   | 8,36  | 1     |
| Polis Democratica           | Pasquale Piccolo                        | 3.385                       | 15,06 | 688                     | 3,16    | -     |       |
| Seggio al candidato sindaco | Seggio al candidato sindaco             | Seggio al candidato sindaco | 15,06 | 1                       |         |       |       |
|                             | Lorenzo Metodio                         | 1.826                       | 8,12  | La Città Cambia         | 929     | 4,26  | -     |
| Movimento Beni Comuni       | Lorenzo Metodio                         | 1.826                       | 8,12  | 146                     | 0,67    | -     |       |
| Totale                      | Totale                                  | 21.782                      | 100   |                         | '22.475 | 100   | 24    |

## Avellino

### Avellino
| Candidati                          | Candidati                                  | Voti                        | %      | Liste                                   | Voti   | %      | Seggi |
| ---------------------------------- | ------------------------------------------ | --------------------------- | ------ | --------------------------------------- | ------ | ------ | ----- |
|                                    | Paolo Foti Accede al ballottaggio          | 9.026                       | 25,31  | Partito Democratico                     | 6.845  | 19,79  | 15    |
| Democratici per Avellino           | Paolo Foti Accede al ballottaggio          | 9.026                       | 25,31  | 1.490                                   | 4,30   | 3      |       |
| Autonomia Sud                      | Paolo Foti Accede al ballottaggio          | 9.026                       | 25,31  | 620                                     | 1,79   | 1      |       |
| Centro Democratico                 | Paolo Foti Accede al ballottaggio          | 9.026                       | 25,31  | 474                                     | 1,37   | 1      |       |
|                                    | Costantino Preziosi Accede al ballottaggio | 8.210                       | 23,03  | Unione di Centro                        | 5.533  | 15,99  | 4     |
| La Svolta Inizia da Te!            | Costantino Preziosi Accede al ballottaggio | 8.210                       | 23,03  | 1.851                                   | 5,35   | 1      |       |
| Libera Azione Democratica          | Costantino Preziosi Accede al ballottaggio | 8.210                       | 23,03  | 1.163                                   | 3,36   | -      |       |
| Avellino al Centro                 | Costantino Preziosi Accede al ballottaggio | 8.210                       | 23,03  | 1.075                                   | 3,10   | -      |       |
| Seggio al candidato sindaco        | Seggio al candidato sindaco                | Seggio al candidato sindaco | 23,03  | 1                                       |        |        |       |
|                                    | Nicola Battista                            | 5.900                       | 16,55  | Il Popolo della Libertà                 | 2.513  | 7,26   | 1     |
| La Civica Abellinum                | Nicola Battista                            | 5.900                       | 16,55  | 1.443                                   | 4,17   | 1      |       |
| Prodest                            | Nicola Battista                            | 5.900                       | 16,55  | 1.014                                   | 2,93   | -      |       |
| Patto Popolare per Avellino        | Nicola Battista                            | 5.900                       | 16,55  | 851                                     | 2,46   | -      |       |
| Fratelli d'Italia                  | Nicola Battista                            | 5.900                       | 16,55  | 167                                     | 0,48   | -      |       |
| Seggio al candidato sindaco        | Seggio al candidato sindaco                | Seggio al candidato sindaco | 16,55  | 1                                       |        |        |       |
|                                    | Gianluca Festa                             | 3.925                       | 11,01  | Per Avellino Davvero                    | 1.849  | 5,34   | -     |
| Governiamo Insieme Davvero         | Gianluca Festa                             | 3.925                       | 11,01  | 1.130                                   | 3,26   | -      |       |
| Seggio al candidato sindaco        | Seggio al candidato sindaco                | Seggio al candidato sindaco | 11,01  | 1                                       |        |        |       |
|                                    | Virgilio Cicalese                          | 3.189                       | 8,94   | Impegno Civico per Avellino             | 1.581  | 4,57   | -     |
| Vincere per Avellino               | Virgilio Cicalese                          | 3.189                       | 8,94   | 681                                     | 1,96   | -      |       |
| Impegno Civico per Avellino Futura | Virgilio Cicalese                          | 3.189                       | 8,94   | 422                                     | 1,22   | -      |       |
| Seggio al candidato sindaco        | Seggio al candidato sindaco                | Seggio al candidato sindaco | 8,94   | 1                                       |        |        |       |
|                                    | Giancarlo Giordano                         | 2.176                       | 6,10   | Per Cambiare Avellino l'Alternativa c'è | 1.619  | 4,68   | -     |
| Seggio al candidato sindaco        | Seggio al candidato sindaco                | Seggio al candidato sindaco | 6,10   | 1                                       |        |        |       |
|                                    | Tiziana Guidi                              | 2.034                       | 5,70   | Movimento 5 Stelle                      | 1.054  | 3,04   | -     |
|                                    | Sergio Trezza                              | 1.188                       | 3,33   | Movimento Civico per Avellino           | 1.212  | 3,50   | -     |
| Totale                             | Totale                                     | 35.648                      | 100,00 |                                         | 34.587 | 100,00 | 32    |

## Caserta

### Maddaloni
| Candidati                   | Candidati                                | Voti                        | %     | Liste                   | Voti   | %     | Seggi |
| --------------------------- | ---------------------------------------- | --------------------------- | ----- | ----------------------- | ------ | ----- | ----- |
|                             | Rosa De Lucia Accede al ballottaggio     | 9.587                       | 40,33 | Il Popolo della Libertà | 2.572  | 11,03 | 5     |
| Unione di Centro            | Rosa De Lucia Accede al ballottaggio     | 9.587                       | 40,33 | 2.546                   | 10,92  | 4     |       |
| Terra Mia                   | Rosa De Lucia Accede al ballottaggio     | 9.587                       | 40,33 | 1.755                   | 7,53   | 3     |       |
| Per Maddaloni               | Rosa De Lucia Accede al ballottaggio     | 9.587                       | 40,33 | 981                     | 4,21   | 1     |       |
| Maddaloni Futura            | Rosa De Lucia Accede al ballottaggio     | 9.587                       | 40,33 | 830                     | 3,56   | 1     |       |
| Movimento Popolare          | Rosa De Lucia Accede al ballottaggio     | 9.587                       | 40,33 | 704                     | 3,02   | 1     |       |
| Uniti per Maddaloni         | Rosa De Lucia Accede al ballottaggio     | 9.587                       | 40,33 | 476                     | 2,04   | -     |       |
| Fratelli d'Italia           | Rosa De Lucia Accede al ballottaggio     | 9.587                       | 40,33 | 95                      | 0,41   | -     |       |
| Il Campanile                | Rosa De Lucia Accede al ballottaggio     | 9.587                       | 40,33 | 41                      | 0,18   | -     |       |
|                             | Andrea De Filippo Accede al ballottaggio | 7.161                       | 30,12 | Maddaloni nel Cuore     | 3.605  | 15,46 | 3     |
| Fare per Maddaloni          | Andrea De Filippo Accede al ballottaggio | 7.161                       | 30,12 | 1.480                   | 6,35   | 1     |       |
| Maddaloni Libera            | Andrea De Filippo Accede al ballottaggio | 7.161                       | 30,12 | 1.001                   | 4,29   | -     |       |
| Cambiamo Maddaloni          | Andrea De Filippo Accede al ballottaggio | 7.161                       | 30,12 | 409                     | 1,75   | -     |       |
| Seggio al candidato sindaco | Seggio al candidato sindaco              | Seggio al candidato sindaco | 30,12 | 1                       |        |       |       |
|                             | Gaetano Esposito                         | 3.650                       | 15,35 | Partito Democratico     | 3.333  | 14,29 | 1     |
| Seggio al candidato sindaco | Seggio al candidato sindaco              | Seggio al candidato sindaco | 15,35 | 1                       |        |       |       |
|                             | Enrico Pisani                            | 2.577                       | 10,84 | Impegno Comune          | 1.962  | 8,41  | 1     |
| Insieme per Maddaloni       | Enrico Pisani                            | 2.577                       | 10,84 | 880                     | 3,77   | -     |       |
| Seggio al candidato sindaco | Seggio al candidato sindaco              | Seggio al candidato sindaco | 10,84 | 1                       |        |       |       |
|                             | Marianna Iorio                           | 677                         | 2,85  | Movimento 5 Stelle      | 613    | 2,63  | -     |
|                             | Giuseppe Cirillo                         | 119                         | 0,50  | Voto di Protesta        | 37     | 0,16  | -     |
| Totale                      | Totale                                   | 23.320                      | 100   |                         | 23.771 | 100   | 24    |

### Marcianise
| Candidati                        | Candidati                                 | Voti                        | %     | Liste                   | Voti   | %     | Seggi |
| -------------------------------- | ----------------------------------------- | --------------------------- | ----- | ----------------------- | ------ | ----- | ----- |
|                                  | Antonio De Angelis Accede al ballottaggio | 7.808                       | 30,09 | Il Popolo della Libertà | 2.043  | 8,02  | 5     |
| Marcianise Più                   | Antonio De Angelis Accede al ballottaggio | 7.808                       | 30,09 | 2.024                   | 7,95   | 5     |       |
| Fratelli d'Italia                | Antonio De Angelis Accede al ballottaggio | 7.808                       | 30,09 | 1.384                   | 5,43   | 3     |       |
| Grande Sud                       | Antonio De Angelis Accede al ballottaggio | 7.808                       | 30,09 | 721                     | 2,83   | 1     |       |
| Società Civile Italiana          | Antonio De Angelis Accede al ballottaggio | 7.808                       | 30,09 | 590                     | 2,32   | 1     |       |
| La Destra                        | Antonio De Angelis Accede al ballottaggio | 7.808                       | 30,09 | 115                     | 0,45   | -     |       |
|                                  | Ciro Foglia Accede al ballottaggio        | 8.780                       | 33,83 | Unione di Centro        | 4.094  | 16,08 | 3     |
| Cambiamo Marcianise              | Ciro Foglia Accede al ballottaggio        | 8.780                       | 33,83 | 2.421                   | 9,51   | 1     |       |
| Partito Socialista               | Ciro Foglia Accede al ballottaggio        | 8.780                       | 33,83 | 1.168                   | 4,59   | -     |       |
| Primavera Citt@dina              | Ciro Foglia Accede al ballottaggio        | 8.780                       | 33,83 | 909                     | 3,57   | -     |       |
| Adesso! Per Cambiare             | Ciro Foglia Accede al ballottaggio        | 8.780                       | 33,83 | 489                     | 1,92   | -     |       |
| Seggio al candidato sindaco      | Seggio al candidato sindaco               | Seggio al candidato sindaco | 33,83 | 1                       |        |       |       |
|                                  | Filippo Fecondo                           | 7.073                       | 27,26 | Partito Democratico     | 4.406  | 17,30 | 3     |
| Sinistra Ecologia Libertà        | Filippo Fecondo                           | 7.073                       | 27,26 | 1.135                   | 4,46   | -     |       |
| Centro Democratico               | Filippo Fecondo                           | 7.073                       | 27,26 | 1.057                   | 4,15   | -     |       |
| Democratici per Marcianise       | Filippo Fecondo                           | 7.073                       | 27,26 | 963                     | 3,78   | -     |       |
| Seggio al candidato sindaco      | Seggio al candidato sindaco               | Seggio al candidato sindaco | 27,26 | 1                       |        |       |       |
|                                  | Gaetano Tartaglione                       | 1.372                       | 5,29  | Impegno Comune          | 789    | 3,10  | -     |
| Insieme per Marcianise           | Gaetano Tartaglione                       | 1.372                       | 5,29  | 410                     | 1,61   | -     |       |
| Lavorare Insieme Vincere Insieme | Gaetano Tartaglione                       | 1.372                       | 5,29  | 55                      | 0,22   | -     |       |
|                                  | Lorenzo Musone                            | 918                         | 3,54  | Movimento 5 Stelle      | 694    | 2,73  | -     |
| Totale                           | Totale                                    | 25.467                      | 100   |                         | 25.951 | 100   | 24    |

### San Felice a Cancello
| Candidati                    | Candidati                    | Voti                        | %     | Liste                           | Voti   | %    | Seggi |
| ---------------------------- | ---------------------------- | --------------------------- | ----- | ------------------------------- | ------ | ---- | ----- |
|                              | Pasquale De Lucia ✔️ Sindaco | 6.241                       | 53,34 | Partito del Popolo Sanfeliciano | 1.069  | 9,21 | 1     |
| Uniti con De Lucia           | Pasquale De Lucia ✔️ Sindaco | 6.241                       | 53,34 | 1.025                           | 8,83   | 2    |       |
| Rinascita                    | Pasquale De Lucia ✔️ Sindaco | 6.241                       | 53,34 | 1.013                           | 8,72   | 2    |       |
| Rinnovamento Sanfeliciano    | Pasquale De Lucia ✔️ Sindaco | 6.241                       | 53,34 | 971                             | 8,36   | 2    |       |
| San Felice Adesso            | Pasquale De Lucia ✔️ Sindaco | 6.241                       | 53,34 | 704                             | 6,06   | 1    |       |
| Nuova Generazione            | Pasquale De Lucia ✔️ Sindaco | 6.241                       | 53,34 | 593                             | 5,11   | 1    |       |
| Onda Tricolore               | Pasquale De Lucia ✔️ Sindaco | 6.241                       | 53,34 | 380                             | 3,27   | -    |       |
|                              | Carmine Palmieri             | 4.399                       | 37,60 | Il Popolo della Libertà         | 984    | 8,47 | 1     |
| Unione di Centro             | Carmine Palmieri             | 4.399                       | 37,60 | 863                             | 7,43   | 1    |       |
| Nuovo PSI                    | Carmine Palmieri             | 4.399                       | 37,60 | 847                             | 7,29   | 1    |       |
| Avanti San Felice            | Carmine Palmieri             | 4.399                       | 37,60 | 803                             | 6,92   | 1    |       |
| Paese Libero                 | Carmine Palmieri             | 4.399                       | 37,60 | 770                             | 6,63   | 1    |       |
| Sviluppo e Lavoro            | Carmine Palmieri             | 4.399                       | 37,60 | 498                             | 4,29   | -    |       |
| Patto dei Moderati           | Carmine Palmieri             | 4.399                       | 37,60 | 465                             | 4,00   | -    |       |
| Grande San Felice a Cancello | Carmine Palmieri             | 4.399                       | 37,60 | 46                              | 0,40   | -    |       |
| Seggio al candidato sindaco  | Seggio al candidato sindaco  | Seggio al candidato sindaco | 37,60 | 1                               |        |      |       |
|                              | Antonio Basilicata           | 688                         | 5,88  | Partito Democratico             | 346    | 2,98 | -     |
|                              | Diamante Borzillo            | 373                         | 3,19  | Movimento 5 Stelle              | 235    | 2,02 | -     |
| Totale                       | Totale                       | 11.612                      | 100   |                                 | 11.701 | 100  | 16    |

## Salerno

### Campagna
| Candidati                     | Candidati                             | Voti                        | %     | Liste                    | Voti   | %     | Seggi |
| ----------------------------- | ------------------------------------- | --------------------------- | ----- | ------------------------ | ------ | ----- | ----- |
|                               | Roberto Monaco Accede al ballottaggio | 3.233                       | 30,23 | Campagna si Rinnova      | 1.091  | 10,50 | 4     |
| Campagna C'è                  | Roberto Monaco Accede al ballottaggio | 3.233                       | 30,23 | 683                      | 6,57   | 2     |       |
| Campagna Svegliati            | Roberto Monaco Accede al ballottaggio | 3.233                       | 30,23 | 627                      | 6,03   | 2     |       |
| Giovani per Campagna          | Roberto Monaco Accede al ballottaggio | 3.233                       | 30,23 | 539                      | 5,19   | 1     |       |
| Azzurri per Campagna          | Roberto Monaco Accede al ballottaggio | 3.233                       | 30,23 | 276                      | 2,66   | 1     |       |
| Nuova Risorsa                 | Roberto Monaco Accede al ballottaggio | 3.233                       | 30,23 | 161                      | 1,55   | -     |       |
| Cambio Passo                  | Roberto Monaco Accede al ballottaggio | 3.233                       | 30,23 | 18                       | 0,17   | -     |       |
|                               | Gerardo Rago Accede al ballottaggio   | 2.530                       | 23,66 | Insieme con Rago Sindaco | 762    | 7,33  | 1     |
| Uniti per Campagna            | Gerardo Rago Accede al ballottaggio   | 2.530                       | 23,66 | 479                      | 4,61   | 1     |       |
| La Lanterna                   | Gerardo Rago Accede al ballottaggio   | 2.530                       | 23,66 | 473                      | 4,55   | -     |       |
| Movimento Civica Espressione  | Gerardo Rago Accede al ballottaggio   | 2.530                       | 23,66 | 438                      | 4,21   | -     |       |
| Obiettivo Comune              | Gerardo Rago Accede al ballottaggio   | 2.530                       | 23,66 | 264                      | 2,54   | -     |       |
| Insieme                       | Gerardo Rago Accede al ballottaggio   | 2.530                       | 23,66 | 99                       | 0,95   | -     |       |
| Seggio al candidato sindaco   | Seggio al candidato sindaco           | Seggio al candidato sindaco | 23,66 | 1                        |        |       |       |
|                               | Raffaele Naimoli                      | 2.129                       | 19,91 | Città in Comune          | 530    | 5,10  | 1     |
| Per Cambiare Campagna         | Raffaele Naimoli                      | 2.129                       | 19,91 | 511                      | 4,92   | -     |       |
| Campagna che Vogliamo Adesso! | Raffaele Naimoli                      | 2.129                       | 19,91 | 334                      | 3,31   | -     |       |
| Siamo Campagna                | Raffaele Naimoli                      | 2.129                       | 19,91 | 325                      | 3,13   | -     |       |
| Giovani Progressisti          | Raffaele Naimoli                      | 2.129                       | 19,91 | 319                      | 3,07   | -     |       |
| Seggio al candidato sindaco   | Seggio al candidato sindaco           | Seggio al candidato sindaco | 19,91 | 1                        |        |       |       |
|                               | Pierfrancesco D'Ambrosio              | 1.389                       | 12,99 | Campagna Democratica     | 485    | 4,67  | -     |
| Campagna Civica               | Pierfrancesco D'Ambrosio              | 1.389                       | 12,99 | 407                      | 3,92   | -     |       |
| Campagna al Centro            | Pierfrancesco D'Ambrosio              | 1.389                       | 12,99 | 241                      | 2,32   | -     |       |
| Il Futuro                     | Pierfrancesco D'Ambrosio              | 1.389                       | 12,99 | 199                      | 1,91   | -     |       |
| Seggio al candidato sindaco   | Seggio al candidato sindaco           | Seggio al candidato sindaco | 12,99 | 1                        |        |       |       |
|                               | Andrea Lembo                          | 547                         | 5,12  | Linea Retta              | 356    | 3,42  | -     |
|                               | Rosa Apicella                         | 368                         | 3,44  | Unità e Valori           | 214    | 2,06  | -     |
| Mani Unite                    | Rosa Apicella                         | 368                         | 3,44  | 91                       | 0,88   | -     |       |
| Raggi di Luce                 | Rosa Apicella                         | 368                         | 3,44  | 87                       | 0,84   | -     |       |
|                               | Gianluca Iadanza                      | 289                         | 2,70  | Movimento 5 Stelle       | 211    | 2,03  | -     |
|                               | Vito Iuorio                           | 209                         | 1,95  | Rinascita Civile         | 165    | 1,59  | -     |
| Totale                        | Totale                                | 10.365                      | 100   |                          | 10.694 | 100   | 16    |

### Pontecagnano Faiano
| Candidati                      | Candidati                               | Voti                        | %     | Liste                     | Voti   | %     | Seggi |
| ------------------------------ | --------------------------------------- | --------------------------- | ----- | ------------------------- | ------ | ----- | ----- |
|                                | Ernesto Sica Accede al ballottaggio     | 7.346                       | 46,84 | Azzurri                   | 1.954  | 13,08 | 3     |
| Popolo Democratico             | Ernesto Sica Accede al ballottaggio     | 7.346                       | 46,84 | 1.750                     | 11,71  | 3     |       |
| A Città Attiva                 | Ernesto Sica Accede al ballottaggio     | 7.346                       | 46,84 | 1.255                     | 8,40   | 2     |       |
| Liberi e Indipendenti          | Ernesto Sica Accede al ballottaggio     | 7.346                       | 46,84 | 1.032                     | 6,91   | 1     |       |
| Centro Liberale                | Ernesto Sica Accede al ballottaggio     | 7.346                       | 46,84 | 900                       | 6,02   | 1     |       |
| Rinnovamento nella Continuità  | Ernesto Sica Accede al ballottaggio     | 7.346                       | 46,84 | 433                       | 2,90   | -     |       |
| Città Futura                   | Ernesto Sica Accede al ballottaggio     | 7.346                       | 46,84 | 212                       | 1,42   | -     |       |
| Noi per Pontecagnano Faiano    | Ernesto Sica Accede al ballottaggio     | 7.346                       | 46,84 | 154                       | 1,03   | -     |       |
|                                | Giuseppe Lanzara Accede al ballottaggio | 5.108                       | 32,57 | Partito Democratico       | 2.144  | 14,35 | 4     |
| Adesso!                        | Giuseppe Lanzara Accede al ballottaggio | 5.108                       | 32,57 | 531                       | 3,55   | -     |       |
| E Se Domani?                   | Giuseppe Lanzara Accede al ballottaggio | 5.108                       | 32,57 | 522                       | 3,49   | -     |       |
| Cambiamo                       | Giuseppe Lanzara Accede al ballottaggio | 5.108                       | 32,57 | 407                       | 2,72   | -     |       |
| Sinistra Ecologia Libertà      | Giuseppe Lanzara Accede al ballottaggio | 5.108                       | 32,57 | 328                       | 2,20   | -     |       |
| Popolari e Riformisti          | Giuseppe Lanzara Accede al ballottaggio | 5.108                       | 32,57 | 228                       | 1,53   | -     |       |
| Solidarietà e Partecipazione   | Giuseppe Lanzara Accede al ballottaggio | 5.108                       | 32,57 | 29                        | 0,19   | -     |       |
| Seggio al candidato sindaco    | Seggio al candidato sindaco             | Seggio al candidato sindaco | 32,57 | 1                         |        |       |       |
|                                | Antonio Anastasio                       | 1.501                       | 9,57  | Ponte Nostro              | 771    | 5,16  | -     |
| Fratelli d'Italia              | Antonio Anastasio                       | 1.501                       | 9,57  | 651                       | 4,36   | -     |       |
| La Destra                      | Antonio Anastasio                       | 1.501                       | 9,57  | 224                       | 1,50   | -     |       |
| Seggio al candidato sindaco    | Seggio al candidato sindaco             | Seggio al candidato sindaco | 9,57  | 1                         |        |       |       |
|                                | Giuliana Moscati                        | 791                         | 5,04  | Movimento 5 Stelle        | 574    | 3,84  | -     |
|                                | Lucia Zoccoli                           | 413                         | 2,63  | Nuovo PSI                 | 362    | 2,42  | -     |
|                                | Francesco Vicedomini                    | 263                         | 1,68  | Gruppo Autonomo Picentino | 255    | 1,71  | -     |
|                                | Agata Bisogno                           | 260                         | 1,66  | Uomini Liberi             | 123    | 0,82  | -     |
| Giovani Impegnati per la Città | Agata Bisogno                           | 260                         | 1,66  | 102                       | 0,68   | -     |       |
| Totale                         | Totale                                  | 14.941                      | 100   |                           | 15.682 | 100   | 16    |

### Scafati
| Candidati                             | Candidati                                         | Voti                 | %     | Liste                                | Voti   | %     | Seggi |
| ------------------------------------- | ------------------------------------------------- | -------------------- | ----- | ------------------------------------ | ------ | ----- | ----- |
|                                       | Angelo Pasqualino Aliberti Accede al ballottaggio | 15.327               | 49,46 | Il Popolo della Libertà              | 5.961  | 19,93 | 6     |
| Azzurri                               | Angelo Pasqualino Aliberti Accede al ballottaggio | 15.327               | 49,46 | 2.140                                | 7,16   | 2     |       |
| Aliberti Sindaco                      | Angelo Pasqualino Aliberti Accede al ballottaggio | 15.327               | 49,46 | 1.814                                | 6,07   | 2     |       |
| Scafati Cresce                        | Angelo Pasqualino Aliberti Accede al ballottaggio | 15.327               | 49,46 | 1.504                                | 5,03   | 1     |       |
| Noi per Scafati                       | Angelo Pasqualino Aliberti Accede al ballottaggio | 15.327               | 49,46 | 1.428                                | 4,78   | 1     |       |
| Alleanza Popolare                     | Angelo Pasqualino Aliberti Accede al ballottaggio | 15.327               | 49,46 | 1.365                                | 4,56   | 1     |       |
| Unione di Centro                      | Angelo Pasqualino Aliberti Accede al ballottaggio | 15.327               | 49,46 | 1.280                                | 4,28   | 1     |       |
| Grande Scafati                        | Angelo Pasqualino Aliberti Accede al ballottaggio | 15.327               | 49,46 | 1.147                                | 3,84   | 1     |       |
|                                       | Nicola Pesce Accede al ballottaggio               | 5.339                | 17,23 | Rinnovamento Democratico             | 1.327  | 4,44  | 1     |
| Adesso!                               | Nicola Pesce Accede al ballottaggio               | 5.339                | 17,23 | 1.280                                | 4,28   | 1     |       |
| Sinistra Ecologia Libertà             | Nicola Pesce Accede al ballottaggio               | 5.339                | 17,23 | 1.143                                | 4,82   | -     |       |
| Scafati Arancione                     | Nicola Pesce Accede al ballottaggio               | 5.339                | 17,23 | 507                                  | 1,70   | -     |       |
| Scafati Ripartiamo                    | Nicola Pesce Accede al ballottaggio               | 5.339                | 17,23 | 35                                   | 0,12   | -     |       |
| Seggio di coalizione                  | Seggio di coalizione                              | Seggio di coalizione | 17,23 | 1                                    |        |       |       |
|                                       | Cristoforo Salvati                                | 3.809                | 12,29 | Fratelli d'Italia                    | 2.432  | 8,13  | 2     |
| Moderati per Scafati                  | Cristoforo Salvati                                | 3.809                | 12,29 | 970                                  | 3,24   | -     |       |
| Salvati Sindaco                       | Cristoforo Salvati                                | 3.809                | 12,29 | 266                                  | 0,89   | -     |       |
| Scafati Civitas                       | Cristoforo Salvati                                | 3.809                | 12,29 | 85                                   | 0,28   | -     |       |
| Seggio di coalizione                  | Seggio di coalizione                              | Seggio di coalizione | 12,29 | 1                                    |        |       |       |
|                                       | Vittorio D'Alessandro                             | 3.247                | 10,48 | Partito Democratico                  | 1.273  | 4,26  | 1     |
| Primavera non Bussa                   | Vittorio D'Alessandro                             | 3.247                | 10,48 | 1.216                                | 4,07   | -     |       |
| Scafati Libera                        | Vittorio D'Alessandro                             | 3.247                | 10,48 | 362                                  | 1,21   | -     |       |
| Seggio di coalizione                  | Seggio di coalizione                              | Seggio di coalizione | 10,48 | 1                                    |        |       |       |
|                                       | Michele Giuseppe Raviotta                         | 1.837                | 5,93  | Comitato per la Tutela del Cittadino | 962    | 3,22  | -     |
| Realtà Italia                         | Michele Giuseppe Raviotta                         | 1.837                | 5,93  | 272                                  | 0,91   | -     |       |
| Seggio di coalizione                  | Seggio di coalizione                              | Seggio di coalizione | 5,93  | 1                                    |        |       |       |
|                                       | Eugenio Panella                                   | 876                  | 2,83  | Movimento 5 Stelle                   | 648    | 2,17  | -     |
|                                       | Carlo Marchesano                                  | 345                  | 1,11  | Fare Italia                          | 341    | 1,14  | -     |
| Pensionati d'Europa-Lega per l'Italia | Carlo Marchesano                                  | 345                  | 1,11  | 12                                   | 0,04   | -     |       |
|                                       | Marco Esposito                                    | 208                  | 0,67  | Città Viva                           | 133    | 0,44  | -     |
| Totale                                | Totale                                            | 29.903               | 100   |                                      | 30.988 | 24    |       |